# Phragmipedium dalessandroi
Phragmipedium dalessandroi é uma espécie de orquídea terrestre, família Orchidaceae, que habita o Equador. Alguns taxonomistas consideram-no uma variedade do Phragmipedium besseae.